# Xavier Soria
Francesc Xavier Soria Gómez (2 giugno 1972) è un ex calciatore andorrano, di ruolo centrocampista.